# Petenia splendida
Petenia splendida  (лат.) — вид пресноводных лучепёрых рыб монотипического рода Petenia семейства цихловых. 
Водится в водоёмах в бассейнах Атлантического океана юга Мексики, Гватемалы и Белиза. Является одним из видов аквариумных рыб, рекомендуемые условия содержания: температурный режим +26…+30 °С, жёсткость воды не ниже 15 °dH, pH 7—7,5.